# Super TV Boy
La tercera y última en la serie de consolas de videojuegos TV Boy, el Super TV Boy (también conocido como TV-Boy III) es un clon del Atari 2600 conteniendo 127 juegos piratas y renombrados para la consola de Atari. Con su nuevo joystick, el Super TV Boy podría considerarse una versión "de lujo" del TV Boy. La consola era fabricada en Asia por la compañía francesa Akor en 1995. Su precio era de $59.99 y es definitivamente más raro que sus predecesores.
El sistema utiliza una técnica de conmutación de bancos de memoria y los 127 juegos incluidos son seleccionados mediante un menú en pantalla. Este menú es ejecutado al inicio del sistema y una vez que un juego es seleccionado la única forma de volver a él es apagando y volviendo a encender el aparato. El procesador corre a una velocidad de 1.19 MHz. La memoria consta de 128 bytes de RAM y 512 kilobytes de ROM. Tiene un modo gráfico de 160x192 píxeles y una paleta de 128 colores, de los cuales 16 pueden utilizarse al mismo tiempo. Además, el TV Boy posee dos canales sonoros monoaurales de ocho bits y puede funcionar a través de cuatro baterías AA o con un adaptador de corriente continua a 6v.
Akor sólo vendió la consola en Francia y China. SystemA vendió el Super TV Boy y sus predecesores en Inglaterra y NICS se encargó de hacer lo mismo en Estados Unidos.

## Lista de juegos
La siguiente lista muestra los juegos incluidos con la consola, transcripta exactamente desde la caja de la consola.
1. Desert Strike
2. River Raid
3. Pacmania (1)
4. Wolf Fight
5. Star Force
6. Asteroid
7. Space 2010
8. Invasion
9. Motocross
10. The Frogs
11. Helicopter Squad
12. The Birds
13. The Jungle
14. Submarine
15. Pacmania (2)
16. River Crossing
17. Tank Battle
18. Fire!
19. Forest Walk
20. The Sharks
21. Pinball
22. Sea Hunter
23. Dragon's Treasure
24. The Dentist
25. Mad Kong
26. The Gardener
27. Forest Battle
28. Space Conquest
29. F1 Race
30. Treasure Hunt
31. Symbols
32. The Hen House
33. Rescue
34. Duck Pass
35. Thief!
36. Bowling
37. Brick Wall
38. Rodeo
39. Space Battle
40. Parachute
41. Monsters
42. Lost Ships
43. The Maze
44. Around The World
45. The Ladder
46. Rambler
47. Space Defence
48. Evil Fighter
49. Flying Saucers
50. Town Attack
51. Fire Dragon
52. Chinese Plates
53. Rivercross
54. Base Defence
55. Wolf!
56. The Mouse
57. Full Attack
58. Ice Hockey
59. Tennis
60. Sea War
61. Volley-Ball
62. Evil Attack
63. Sky rocket
64. Besieged
65. The Spider
66. Fly In The Sky
67. Car Race
68. The Flying Man
69. Robot Attack
70. Robot City
71. The Ghosts
72. Space Ship
73. Tank Action
74. Laser Ship
75. One Against All
76. Golf
77. Robot Strike
78. Street Battle
79. Tunnel
80. Operation Thunderstorm
81. Sky Squadron
82. On The Web
83. Maze Craze
84. Earth 2010
85. The Shield
86. Sea Warp
87. Holy Ghost
88. Funfair Rifle Range
89. Laser Tank
90. Luke And The Monsters
91. Winter Adventure
92. Tic-Tac-Toe
93. UFO Ship
94. Birds Of Prey
95. Deep-Sea Fishing
96. Spider Kong
97. The Crabs
98. Billiard
99. Moon Driver
100. Tank Battle in The Streets
101. Squash
102. Tunnel Battle
103. Space Exploration
104. King Building
105. Galaxy 2
106. Tom's Adventure
107. Moto Kid
108. Karate
109. Sky Destroyer
110. Fighter Pilot
111. Pacific War
112. Robot Alert
113. The Vulture
114. Submarine Fishing
115. River Fishing
116. Traffic
117. UFO Attack
118. Game Of Draughts
119. Laser Attack
120. Othello
121. Sidereal Attack
122. Skiing
123. Invaders
124. The Trap
125. Elevator
126. Hamburger
127. Invader